# Мануела Малејева
Мануела Георгијева Малејева–Фрањијер (буг. Мануела Георгиева Малеева, фр. Manuela Georgieva Maleeva–Fragniere; рођена 14. фебруара 1967) је бивша бугарска тенисерка, која је професионално наступала од 1982. до 1994., која је такође наступала и за Швајцарску. У каријери је освојила деветнаест турнира у појединачној и четири турнира у конкуренцији парова, као и бронзану медаљу на Олимпијским играма 1988., а највиша позиција на ВТА листи било јој је треће место. Њене млађе сестре Катерина и Магдалена такође су се успешно бавиле професионалним тенисом.

## Детињство и приватни живот
Мануела Малејева рођена је 14. фебруара 1967. у Софији, као најстарија од три кћерке Јулије Берберијан и Георгија Малејева. Јулија Берберијан, потомак угледне јерменске породице која је након масакрирања Јермена у доба Османског царства 1896. избегла у Бугарску, била је најбоља бугарска тенисерка током шездесетих година 20. века, а касније је водила и Фед куп репрезентацију Бугарске. Након завршетка каријере, Берберијанова је почела да ради као тениски тренер и у тенис увела своје три кћерке — Мануелу, Катерину и Магдалену. Све три су касније постале успешне професионалне тенисерке и нашле се међу шест најбољих тенисерки на свету. Године 1982. Магдалена Малејева постала је најмлађа првакиња Бугарске свих времена, срушивши рекорд који је претходно поставила Мануела Малејева.
Мануела Малејева се 1987. удала за бившег швајцарског тенисера Франсоа Фрањијера и почела да се представља као Мануела Малејева–Фрањијер. Пар станује у близини Женеве и има две кћерке и једног сина. Заједно са мајком и сестрама у Софији је 2005. отворила тениски клуб Малееви.

## Каријера
Малејева је 1982. освојила Отворено првенство Француске у конкуренцији јуниорки. Годину дана пре тога освојила је и најпрестижнији јуниорски турнир Оринџ боул. На турнирима за професионалне тенисерке почела је да наступа 1982, а прву сезону завршила је међу двеста најбољих тенисерки света. Малејева је 1984. освојила чак пет турнира и остварила прве победе над високо рангираним тенисеркама као што су Крис Еверт, Хана Мандликова, Хелена Сукова, Клаудија Коде-Килш, Венди Тернбул, Кети Џордан и Зина Гарисон. Исте године освојила је и свој једини гренд слем турнир у каријери: Отворено првенство Америке у конкуренцији мешовитих парова у пару са Томом Галиксоном. Дана 4. фебруара 1985. долази на треће место ВТА листе, што је њен најбољи пласман у каријери. Иако је тада већ почела да наступа и за Швајцарску, Малејева је на Олимпијским играма 1988. представљала Бугарску. Дошла је до полуфинала, у коме је поражена од Аргентинке Габријеле Сабатини резултатом 6–1, 6–2. На крају је златну медаљу освојила Штефи Граф, сребрну Сабатини, а бронзану поделиле Малејева и Зина Гарисон.
Сестре Малејев су 1990. ушле су у историју као прве три сестре које су се нашле у главном жребу једног гренд слем турнира, на Ролан Гаросу. Године 1993. улазе у историју као прве три сестре које су све биле носиоци на чак три гренд слем турнира — Отвореном првенству Аустралије, Ролан Гаросу и Вимблдону — а на Ролан Гаросу и Отвореном првенству Сједињених Држава све три су стигле до четвртог кола. Све три су током каријера биле међу десет најбољих тенисерки на свету, а у периоду од 14. јуна до 4. јула 1993. Магдалена је заузимала 11. место, Мануела 12, а Катерина 13. место на ВТА листи. Сестре су такође бугарску Фед куп репрезентацију довеле то четвртфинала Светске групе 1992. и 1994, а њихова мајка је била капитен; током Фед купа 1996. сестре су по први пут у каријери играле Софији, родном граду.
Током 1992. и 1993. Малејева је постигла свој најбољи резултат на гренд слем турнирима, стигавши до полуфинала Отвореног првенства Америке две године у низу. Године 1992. стигла је до полуфинала тако што је у четвртфиналу савладала сестру Магдалену, али је у наредном мечу изгубила од Аранче Санчез Викарио резултатом 6–2, 6–1. Године 1993. изгубила је у полуфиналу од Штефи Граф у три сета. Иако је Малејева добила први сет и била на на добром путу да се први пут пласира у полуфинале неког гренд слем турнира, Граф је успела да лако добије наредна два и победи са 4–6, 6–1, 6–0.
Током каријере која је трајала дванаест година, Малејева је освојила дванаест титула у појединачној конкуренцији, четири у паровима, као и један гренд слем у мешовитим паровима. Заједно са Јакобом Хлашеком 1992. је за Швајцарску освојила Хопман куп, а као бугарска тенисерка је два пута стигла до полуфинала Фед купа, 1985. и 1987. Из професионалног спорта повукла се у фебруару 1994.

### Резултати против сестара
Малејева се са сестром Магдаленом састала два пута: на Канада опену 1990. и на Отвореном првенству Америке 1992, али је Магдалена оба меча предала. Са Катерином се састајала чак девет пута; осам пута је побеђивала Мануела, а Катерина једном.

## Награде
- 1984 — ВТА награда за најбољу нову тенисерку
- 1992 — Награда часописа TENNIS за повратак сезоне
- 1993 — Швајцарска спортисткиња године

## Гренд слем финала

### Победе у мешовитим паровима (1)
| Година | Турнир                     | Партнер      | Противници                           | Резултат      |
| 1984   | Отворено првенство Америке | Том Галиксон | Елизабет Сојерс Смајли Џон Фицџералд | 2–6, 7–5, 6–4 |

## ВТА финала

### Победе појединачно (19)
| Легенда: Пре 1988.  | Легенда:Од 1988. |
| ------------------- | ---------------- |
| Гренд слем (0)      |                  |
| ВТА шампионат (0)   |                  |
| Вирџинија Слимс (8) | Тијер I (1)      |
| Вирџинија Слимс (8) | Тијер II (0)     |
| Вирџинија Слимс (8) | Тијер III (3)    |
| Вирџинија Слимс (8) | Тијер IV и V (7) |

| Бр. | Датум               | Турнир                      | Локација           | Подлога | Противница          | Резултат            |
| 1.  | 7. мај 1984.        | Швајцарска опен (1)         | Лугано, Швајцарска | Шљака   | Ива Бударова        | 6–1, 6–1            |
| 2.  | 21. мај 1984.       | Италија опен                | Перуђа, Италија    | Шљака   | Крис Еверт          | 6–3, 6–3            |
| 3.  | 6. август 1984.     | Индијана опен               | Индијанаполис, САД | Шљака   | Лиса Бондер         | 6–4, 6–3            |
| 4.  | 12. новембар 1984.  | Куп лава                    | Токио, Јапан       | Тепих   | Хана Мандликова     | 6–1, 1–6, 6–4       |
| 5.  | 10. децембар 1984.  | Пан пасифик опен (1)        | Токио, Јапан       | Тепих   | Клаудија Коде-Килш  | 6–0, 6–1            |
| 6.  | 9. децембар 1985.   | Пан пасифик опен (2)        | Токио, Јапан       | Тепих   | Бони Гадушек        | 7–6(2), 3–6, 7–5    |
| 7.  | 30. март 1987.      | ВТА Јужна Каролина          | Чарлстон, САД      | Шљака   | Рафаела Реги        | 5–7, 6–2, 6–3       |
| 8.  | 24. август 1987.    | ВТА Њу Џерзи                | Мова, САД          | Тврда   | Силвија Ханика      | 6–2, 6–2            |
| 9.  | 29. фебруар 1988.   | Канзас опен                 | Вичита, САД        | Тврда   | Силвија Ханика      | 7–6(5), 7–5         |
| 10. | 12. септембар 1988. | Аризона опен                | Феникс, САД        | Тврда   | Динки ван Ренсбург  | 6–3, 4–6, 6–2       |
| 11. | 12. март 1989.      | Пасифик лајф опен           | Индијан Велс, САД  | Тврда   | Џени Бирн           | 6–4, 6–1            |
| 12. | 28. мај 1989.       | Швајцарска опен (2)         | Женева, Швајцарска | Шљака   | Кончита Мартинез    | 6–4, 6–0            |
| 13. | 17. фебруар 1991.   | Велика награда Аустрије (1) | Линц, Аустрија     | Тепих   | Петра Лангрова      | 6–4, 7–6(1)         |
| 14. | 26. мај 1991.       | Швајцарска опен (3)         | Женева, Швајцарска | Шљака   | Хелен Келеси        | 6–3, 3–6, 6–3       |
| 15. | 29. септембар 1991. | ВТА Бајон (1)               | Бајон, Француска   | Тепих   | Лајла Мески         | 4–6, 6–3, 6–4       |
| 16. | 4. октобар 1992.    | ВТА Бајон (1)               | Бајон, Француска   | Тепих   | Натали Тозија       | 6–7(4), 6–2, 6–3    |
| 17. | 28. фебруар 1993.   | Велика награда Аустрије (2) | Линц, Аустрија     | Тепих   | Кончита Мартинез    | 6–2, 1–0 предат меч |
| 18. | 10. октобар 1993.   | Цирих опен                  | Цирих, Швајцарска  | Тепих   | Мартина Навратилова | 6–3, 7–6(1)         |
| 19. | 13. фебруар 1994.   | Осака опен                  | Осака, Јапан       | Тепих   | Ива Мајоли          | 6–1, 4–6, 7–5       |

### Порази појединачно (18)
| Легенда: Пре 1988.   | Легенда:Од 1988. |
| -------------------- | ---------------- |
| Гренд слем (0)       |                  |
| ВТА шампионат (0)    |                  |
| Вирџинија Слимс (11) | Тијер I (1)      |
| Вирџинија Слимс (11) | Тијер II (0)     |
| Вирџинија Слимс (11) | Тијер III (4)    |
| Вирџинија Слимс (11) | Тијер IV и V (2) |

| Бр. | Датум               | Турнир               | Локација            | Подлога | Противница          | Резултат         |
| 1.  | 5. фебруар 1984.    | ВТА Хјустон          | Хјустон, САД        | Тепих   | Хана Мандликова     | 6–4, 6–2         |
| 2.  | 13. јануар 1985.    | Вашингтон опен       | Вашингтон DC, САД   | Тепих   | Мартина Навратилова | 6–3, 6–2         |
| 3.  | 26. мај 1985.       | Швајцарска опен (1)  | Лугано, Швајцарска  | Шљака   | Бони Гадушек        | 6–4, 6–2         |
| 4.  | 6. јун 1985.        | Куп лава             | Токио, Јапан        | Тепих   | Крис Еверт          | 7–5, 6–0         |
| 5.  | 27. октобар 1985.   | Брајтон опен (1)     | Брајтон, Енглеска   | Тепих   | Крис Еверт          | 7–5, 6–3         |
| 6.  | 25. мај 1986.       | Швајцарска опен (2)  | Лугано, Швајцарска  | Шљака   | Рафаела Реги        | 5–7, 6–3, 7–6(6) |
| 7.  | 15. јун 1986.       | Едгбастон куп        | Бирмингем, Енглеска | Трава   | Пем Шрајвер         | 6–2, 7–6(0)      |
| 8.  | 14. септембар 1986. | Пан пасифик опен (1) | Токио, Јапан        | Тепих   | Штефи Граф          | 6–4, 6–2         |
| 9.  | 12. април 1987.     | Куп породичног круга | Хилтон Хед, САД     | Шљака   | Штефи Граф          | 6–4, 6–1         |
| 10. | 24. мај 1987.       | Швајцарска опен (3)  | Женева, Швајцарска  | Шљака   | Крис Еверт          | 6–3, 4–6, 6–2    |
| 11. | 20. септембар 1987. | Пан пасифик опен (2) | Токио, Јапан        | Тепих   | Габријела Сабатини  | 6–4, 7–6(6)      |
| 12. | 15. октобар 1988.   | Цирих опен           | Цирих, Швајцарска   | Тепих   | Пем Шрајвер         | 6–3, 6–4         |
| 13. | 23. октобар 1988.   | Брајтон опен (2)     | Брајтон, Енглеска   | Тепих   | Штефи Граф          | 6–2, 6–0         |
| 14. | 18. фебруар 1990.   | Чикаго опен          | Чикаго, САД         | Тепих   | Мартина Навратилова | 6–3, 6–2         |
| 15. | 1. април 1990.      | Сан Антонио опен     | Сан Антонио, САД    | Тврда   | Моника Селеш        | 6–4, 6–3         |
| 16. | 12. август 1990.    | Акјура класик        | Сан Дијего, САД     | Тврда   | Штефи Граф          | 6–3, 6–2         |
| 17. | 28. април 1991.     | Барселона опен       | Барселона, Шпанија  | Шљака   | Кончита Мартинез    | 6–4, 6–1         |
| 18. | 12. јул 1992.       | ВТА Аустрија         | Кицбихел, Аустрија  | Шљака   | Кончита Мартинез    | 6–0, 3–6, 6–2    |

### Победе у паровима (4)
| Легенда: Пре 1988.  | Легенда:Од 1988. |
| ------------------- | ---------------- |
| Гренд слем (0)      |                  |
| ВТА шампионат (0)   |                  |
| Вирџинија Слимс (2) | Тијер I (0)      |
| Вирџинија Слимс (2) | Тијер II (1)     |
| Вирџинија Слимс (2) | Тијер III (0)    |
| Вирџинија Слимс (2) | Тијер IV и V (1) |

| Бр. | Датум             | Турнир                  | Локација            | Подлога | Партнерка        | Противница                     | Резултат      |
| 1.  | 27. јул 1985.     | Индијана опен           | Индијанаполис, САД  | Шљака   | Катерина Малеева | Пени Барг Магер Пола Смит      | 3–6, 6–3, 6–4 |
| 2.  | 12. јул 1987.     | Белгија опен            | Ноке-Хајст, Белгија | Clay    | Бетина Бунге     | Кејтлин Хорват Марсела Мескер  | 4–6, 6–4, 6–4 |
| 3.  | 17. фебруар 1993. | Велика награда Аустрије | Линц, Аустрија      | Тепих   | Рафаела Реги     | Петра Лангрова Радка Зрубакова | 6–4, 1–6, 6–3 |
| 4.  | 11. април 1993.   | Бош и ломб шампионат    | Амелија Ајланд, САД | Шљака   | Лајла Мески      | Аманда Куцер Инес Гороћатеги   | 3–6, 6–3, 6–4 |

### Порази у паровима (7)
| Легенда: Пре 1988.  | Легенда:Од 1988. |
| ------------------- | ---------------- |
| Гренд слем (0)      |                  |
| ВТА шампионат (0)   |                  |
| Вирџинија Слимс (3) | Тијер I (0)      |
| Вирџинија Слимс (3) | Тијер II (2)     |
| Вирџинија Слимс (3) | Тијер III (1)    |
| Вирџинија Слимс (3) | Тијер IV и V (1) |

| Бр. | Датум               | Турнир           | Локација           | Подлога | Партнерка         | Противница                             | Резултат         |
| 1.  | 5. мај 1985.        | ВТА Хјустон      | Хјустон, САД       | Шљака   | Хелена Сукова     | Елиз Барџин Мартина Навратилова        | 6–1, 3–6, 6–3    |
| 2.  | 14. септембар 1986. | Пан пасифик опен | Токио, Јапан       | Тепих   | Катерина Малеева  | Бетина Бунге Штефи Граф                | 6–1, 6–7(4), 6–2 |
| 3.  | 20. септембар 1987. | Пан пасифик опен | Токио, Јапан       | Тепих   | Катерина Малеева  | Ен Вајт Робин Вајт                     | 6–1, 6–2         |
| 4.  | 26. мај 1991.       | Швајцарска опен  | Женева, Швајцарска | Шљака   | Кети Каверцазио   | Никол Бретк Елизабет Смајли            | 6–1, 6–2         |
| 5.  | 14. фебруар 1993.   | Осака опен       | Осака, Јапан       | Тепих   | Магдалена Малеева | Јана Новотна Лариса Савченко           | 6–1, 6–3         |
| 6.  | 25. април 1993.     | Барселона опен   | Барселона, Шпанија | Шљака   | Магдалена Малеева | Кончита Мартинез Аранча Санчез Викарио | 4–6, 6–1, 6–0    |
| 7.  | 1. август 1993.     | Вермонт опен     | Вермонт, САД       | Тврда   | Мерседез Пас      | Елизабет Смајли Хелена Сукова          | 6–1, 6–2         |

### Остало
- 1992 — Хопман куп са Јакобом Хлашеком